# DJ Laz
Lazaro Mendez – kubańsko-amerykański raper i DJ, znany jako DJ Laz. Swoją karierę muzyczną rozpoczął w wieku 15 lat, miksując w lokalnych klubach w południowej Florydzie. Doprowadziło to do pracy jako DJ w radiu 96.5 FM na Florydzie. DJ Laz remiksował piosenki Luthera Campbell, 2 Live Crew, Willa Smitha oraz Glorii Estefan. Popularność w Stanach Zjednoczonych zdobył dopiero po wydaniu singla „Move Shake Drop” z gościnnym udziałem Flo Ridy, Pitbulla oraz Casely. Singel dotarł do 56. miejsca w notowaniu Billboard Hot 100 i 42. pozycji w Pop 100 oraz znalazł się na jego albumie studyjnym zatytułowanym Category 6.

## Dyskografia

### Albumy studyjne
- 1991: DJ Laz featuring Mami El Negro
- 1993: Journey In
- 1994: The Latin Album
- 1996: Bass XXX, Vol. 2
- 2001:  XXX Breaks
- 2008: Category 6

### Kompilacje
- 2001: Greatest Hits

### Single
- 1991: "Mami El Negro"
- 1992: "Moments in Bass"
- 1992: "Latin Rhythm"
- 1992: "Hump All Night"
- 1993: "Journey Into Bass"
- 1995: "Shake It Up"
- 1996: "Esa Morena"
- 1998: "Sabrosura"
- 1998: "Negra Chula"
- 1999: "Get Your Ass Off Stage"
- 2000: "The Red Alert Project"
- 2000: "Ki Ki Ri Bu"
- 2000: "Facina"
- 2008: "Move Shake Drop" (featuring Flo Rida, Casely oraz Pitbull)
- 2008: "She Can Get It"
- 2009: "I Made It To The U.S.A"
- 2010: "Alcoholic" (featuring Pitbull)